# Гленвуд Ландинг (Њујорк)
Гленвуд Ландинг (енгл. Glenwood Landing) насељено је место без административног статуса у америчкој савезној држави Њујорк.

## Демографија
По попису из 2010. године број становника је 3.779, што је 238 (6,7%) становника више него 2000. године.
| Група             | 2000.         | 2010.         |
| Белци             | 3.287 (92,8%) | 3.333 (88,2%) |
| Афроамериканци    | 10 (0,3%)     | 30 (0,8%)     |
| Азијати           | 92 (2,6%)     | 141 (3,7%)    |
| Хиспаноамериканци | 118 (3,3%)    | 232 (6,1%)    |
| Укупно            | 3.541         | 3.779         |